# Schachthaus

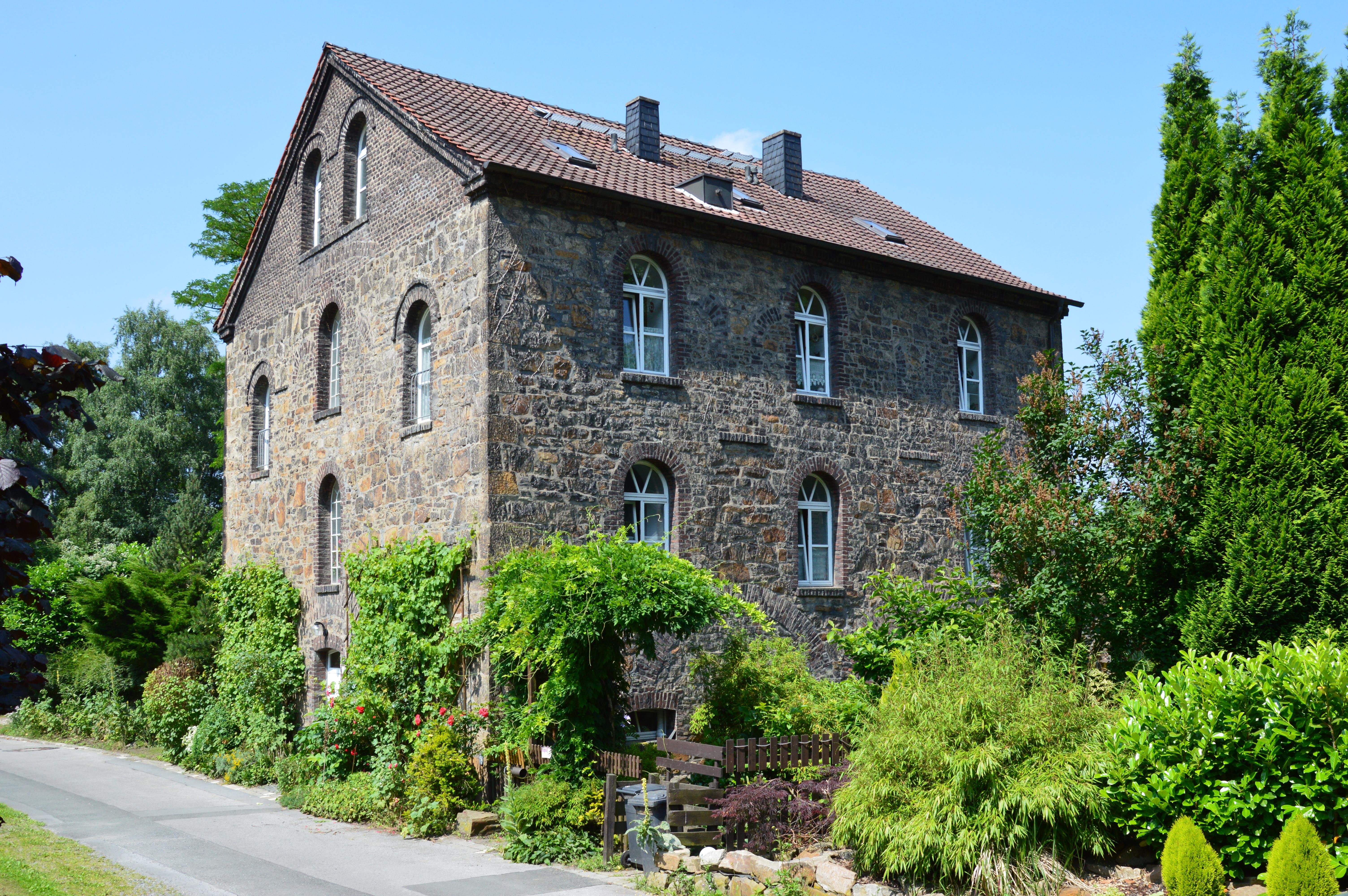
Ehemaliges Schachthaus der Zeche Wallfisch.

Ein Schachthaus, auch Schachthäuschen oder Schachtgebäude, früher auch Schachtkaue genannt, ist ein Gebäude, das im Bergbau und im Tunnelbau über Tage über den Schachtmund gebaut und für unterschiedliche Zwecke genutzt wurde. Schachthäuser waren die Vorgängerbauwerke der Malakowtürme.

## Grundlagen und Geschichte

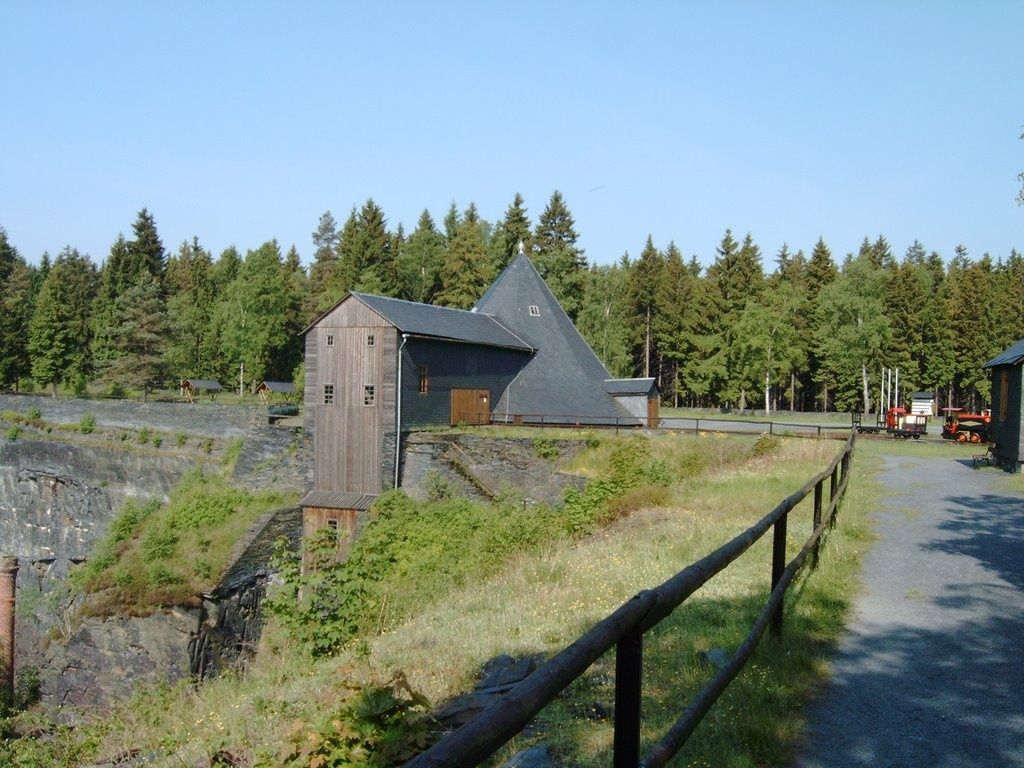
Im Hintergrund der Göpelförderanlage ist das Göpelhaus mit dem spitzen Dach zu sehen, im Vordergrund das Schachthaus.

Bereits im frühen Erzbergbau wurde über dem Handhaspel, der sich über dem Schacht befand, eine kleine Hütte, die Haspelkaue gebaut. So galt im deutschen Erzbergbau die Regel:

„Üeber einem jeden Schachte, er mag mehr oder weniger beträchtlich seyn, muss ein Schachthaus oder wenigstens eine Hütte gebaut werden, damit er vor dem einfallenden Regen und Schnee gesichert sey.“

Aus dieser Tradition heraus wurden Schachthäuser später auch im deutschen Steinkohlenbergbau verwendet. Im englischen und teilweise im französischen Bergbau fanden Schachthäuser kaum eine Verwendung, hier wurden die Seilscheibengerüste frei aufgestellt. Mit zunehmender Teufe ging man dazu über, anstelle des Haspels den Göpel zur Schachtförderung zu nutzen. Nachdem die Dampfmaschine Anfang des 19. Jahrhunderts auch für die Schachtförderung genutzt werden konnte, war man auch in der Lage, größere Lasten durch den Schacht zu fördern. Dies hatte zur Folge, dass die Schachtgebäude immer größer und massiver gebaut werden mussten. Um sämtliche zur Förderung benötigten Maschinen und technischen Einrichtungen in der Nähe des Schachtes zu haben, wurden weitere Gebäude an das Schachthaus angebaut, sodass ganze Schachthausanlagen entstanden. Aus dem Bestreben heraus, sämtliche technischen Einrichtungen in einem Gebäude zu vereinen, und aus dem Erfordernis heraus, die Schachthäuser immer höher und massiver bauen zu müssen, entstanden im 19. Jahrhundert festungsartige Schachttürme mit Zinnen, die Malakowtürme.

## Aufbau und Nutzung
Die ersten Schachthäuser waren aus Holz gebaut. Die Größe und die Bauart der Schachthäuser richtete sich nach den Abmessungen des Schachtes. Bei den Göpelanlagen wurden sie dicht an das Göpelhaus heran gebaut und so konstruiert, dass sie das Seilscheibengerüst nach drei Seiten und nach oben überdeckten, nur der Bereich zum Göpel blieb offen. Eine andere Möglichkeit bestand darin, Göpelhaus und Schachthaus in einem Satteldach zu vereinigen. Bei beiden Konstruktionsweisen war gewährleistet, dass der Pferdeknecht auf die Hängebank schauen konnte und somit Blickkontakt zum Stürzer hatte. Durch das Schachthaus waren die dort arbeitenden Bergleute vor Wind und Wetter geschützt. Zusätzlich wurden diese Schachthäuser auch genutzt, um die geförderten Erze bis zur weiteren Verarbeitung zwischenzulagern.
Auch die Seilscheibengerüste waren bei den ersten Förderanlagen aus Holz gefertigt. Die Nutzung der Dampfmaschine machte eine andere Konstruktionsweise und andere Baumaterialien erforderlich, da die einfache Holzbauweise den Belastungen nicht standhielt. Zudem wurde es, bedingt durch die schneller gewordenen dampfgetriebenen Fördermaschinen, auch erforderlich, dass die Seilscheiben höher verlagert werden mussten. Eine modifizierte Bauweise waren gemauerte Schachthäuser mit hölzernen Gerüsten als Einbauten. Verstärkt wurden die Gerüste oftmals mit eisernen Beschlägen. Als Baumaterial für die Schachthäuser dienten Ziegel, Sandsteinblöcke, oder Bruchsteine. Die Gebäude wurden oftmals so gebaut, dass sie die Form eines Wohnhauses hatten. Die gemauerten Außenwände nutzte man als Widerlager für die Holzbalken des Seilscheibengerüstes. Dadurch wurden alle Stöße der Förderung auf das Gebäude abgeleitet. Bedingt durch den horizontalen Schub sind bei dieser Konstruktionsweise enorme Mauerstärken erforderlich. Die Mauerstärken betragen bei diesen Schachthäusern bis 1,5 Meter. Trotz dieser Mauerstärke schwankten die Schachthäuser infolge die Belastung durch die Förderung. Diese Schwankungen waren so groß, dass ein Aufenthalt auf der Seilscheibenbühne während der Förderung mit großer Gefahr verbunden war.
Bei einer weiteren Bauweise wurden die Führungsgerüste aus Profilstahl hergestellt. Die Gerüste wurden gegen das Mauerwerk des Schachthauses verstrebt. Die Seilscheiben wurden auf Doppel-T-Träger verlagert, die auf einer Seite an dem stählernen Führungsgerüst befestigt waren und auf der anderen Seite im Mauerwerk verlagert wurden. Der Vorteil dieser Konstruktion lag darin, dass das Mauerwerk im oberen Teil des Gebäudes mit einer geringeren Stärke gebaut werden konnte. Die Belastung wird über die Strebe in den unteren Mauerwerksteil übertragen.

## Schachthausanlagen

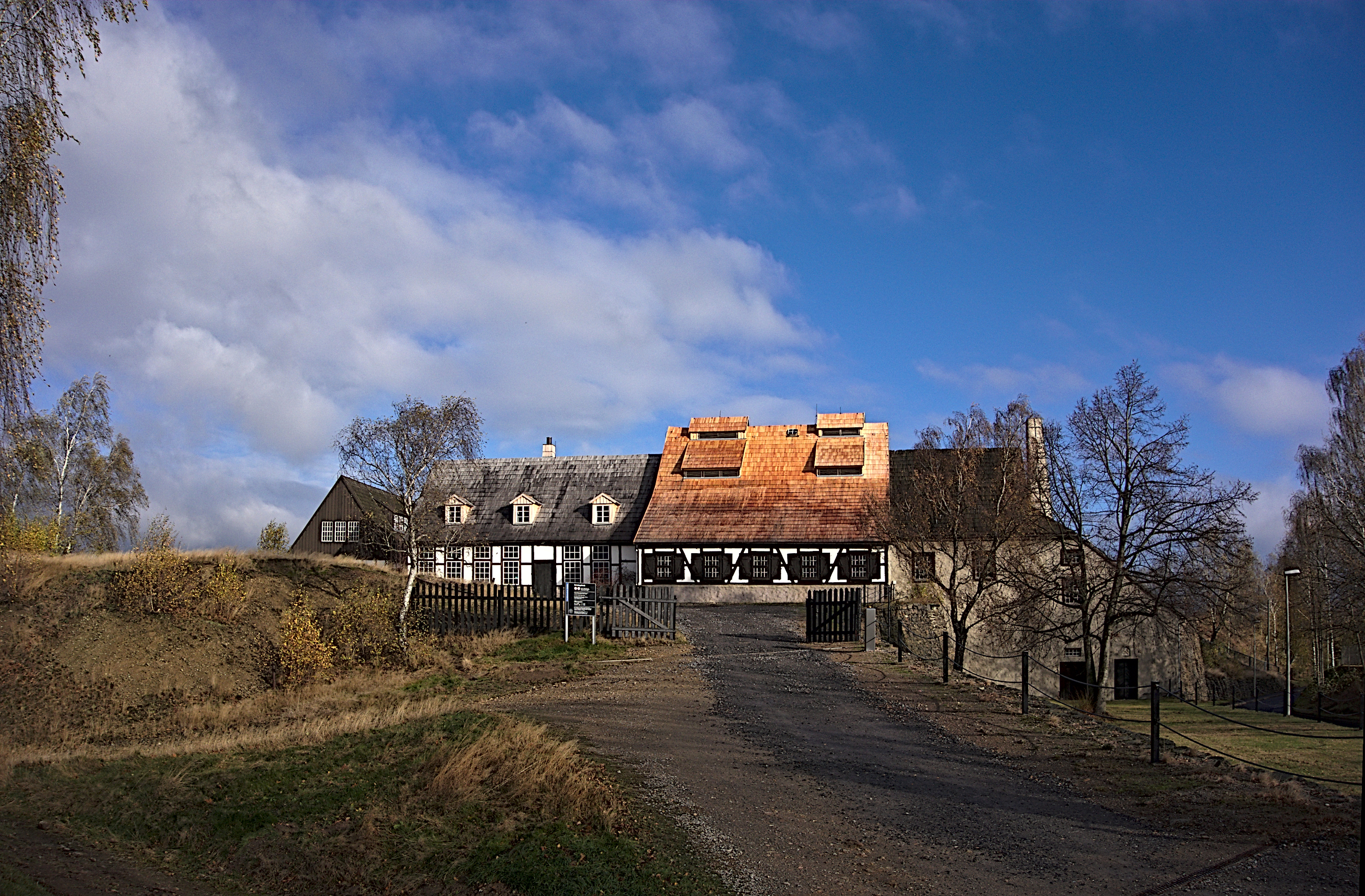
Schachthausanlage der Grube Alte Elisabeth in Freiberg.

In der zweiten Hälfte des 19. Jahrhunderts gingen die Bestrebungen der Bergwerksbetreiber dahin, die Anlagen so zu konzipieren, dass sämtliche für den Grubenbetrieb erforderlichen Tagesanlagen, wie die Wasserhaltungsmaschine, die Fördermaschine und das Kesselhaus, an das Schachthaus angebaut wurden. Dies lag in erster Linie daran, dass man das übertägige Bergwerksgelände möglichst platzsparend bebauen wollte. Außerdem waren die damaligen Dampfmaschinen als Niederdruckmaschinen nicht geeignet, ihren Dampf über lange nicht isolierte Leitungen von den Kesseln zu den Maschinen weiterzuleiten. Aus diesen Gründen baute man die einzelnen Gebäude in unterschiedlicher Bauweise an das Schachthaus an. Neben diesen Gebäuden baute man auch noch je nach Bedarf weitere Gebäude für die Schmiede und die Scheidestube. Außerdem wurden Büros für die Steiger sowie Aufenthaltsräume für die Anschläger und die Fördermaschinisten in den vorhandenen und nicht für andere Zwecke benötigten Räumen der bestehenden Gebäude eingerichtet. Je nachdem, in welcher Form die Gebäude aneinander gebaut wurden, bezeichnet man die jeweilige Schachthausanlage als Zentraltyp oder als Winkeltyp. Beim Zentraltyp bildet das Schachthaus das Zentrum des gesamten Gebäudekomplexes. Bei einigen Anlagen bilden das Schachthaus und das Maschinenhaus eine Einheit. Die Nebengebäude wie Schmiede, Kaue, Magazin und Werkstatt sind seitlich an das Schachthaus angebaut. Beim Winkeltyp sind die Gebäude für die Wasserhaltung und das Fördermaschinenhaus um 90° versetzt an das Schachthaus angesetzt. Das Förderseil wird zwischen Fördermaschine und dem Schachthaus entweder überdacht oder man lässt es ohne Bedachung.

## Beispiele von Schachthäusern

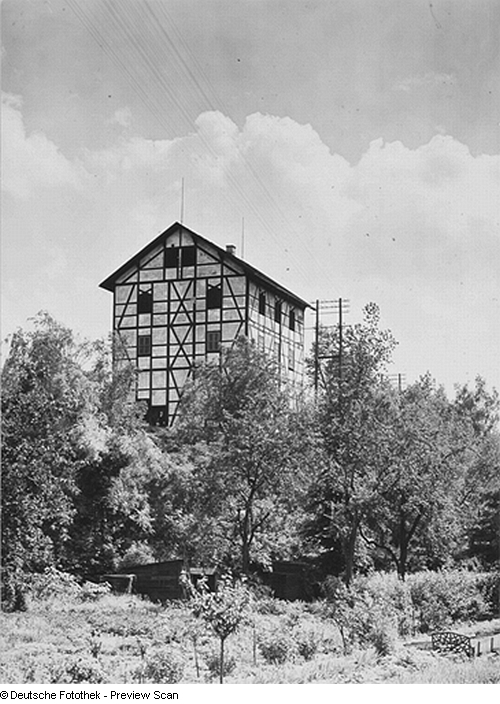
Schachthaus der Roten Grube (Aufnahme 1928)
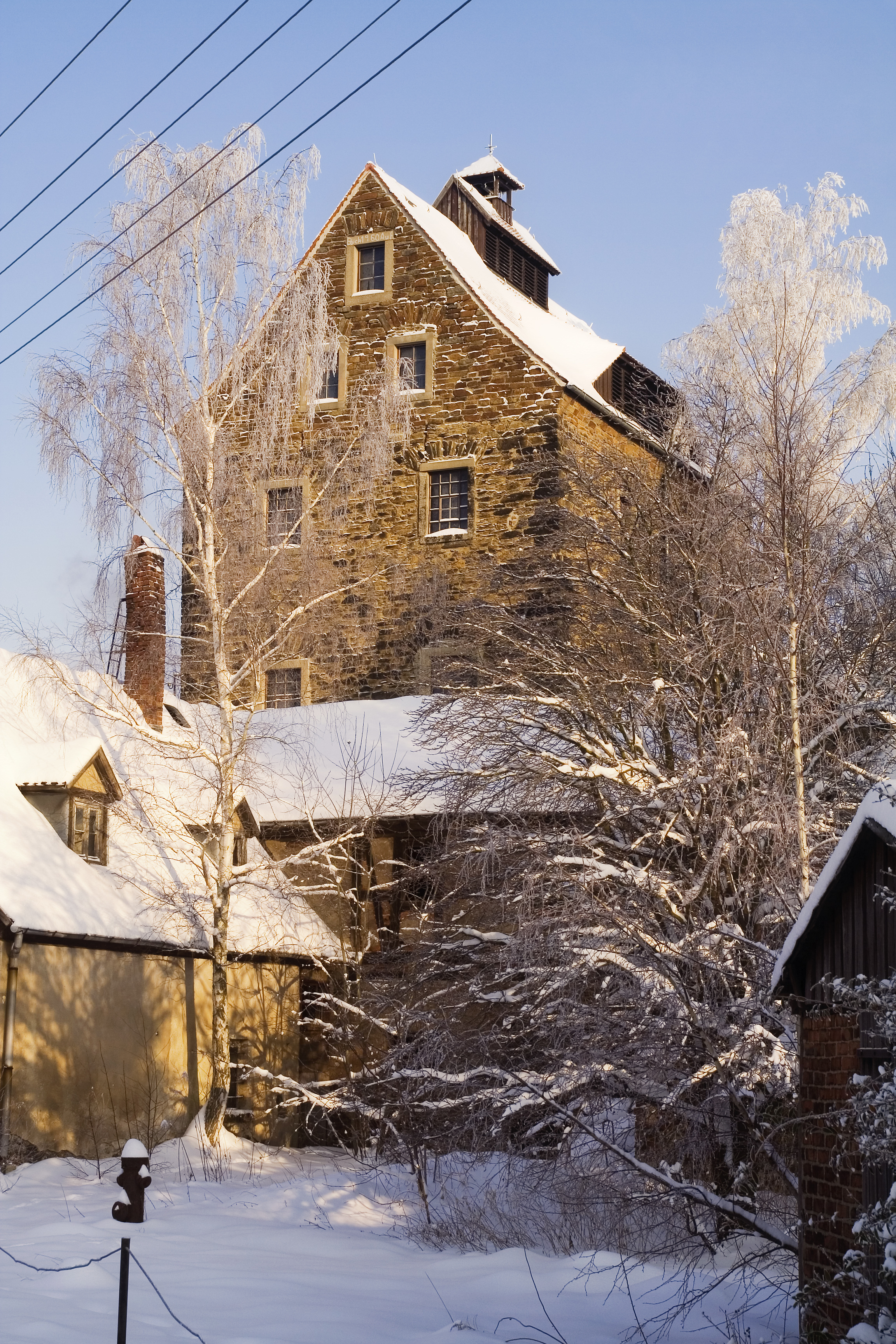
Schachthaus des Abrahamschachtes der Himmelfahrt Fundgrube Freiberg
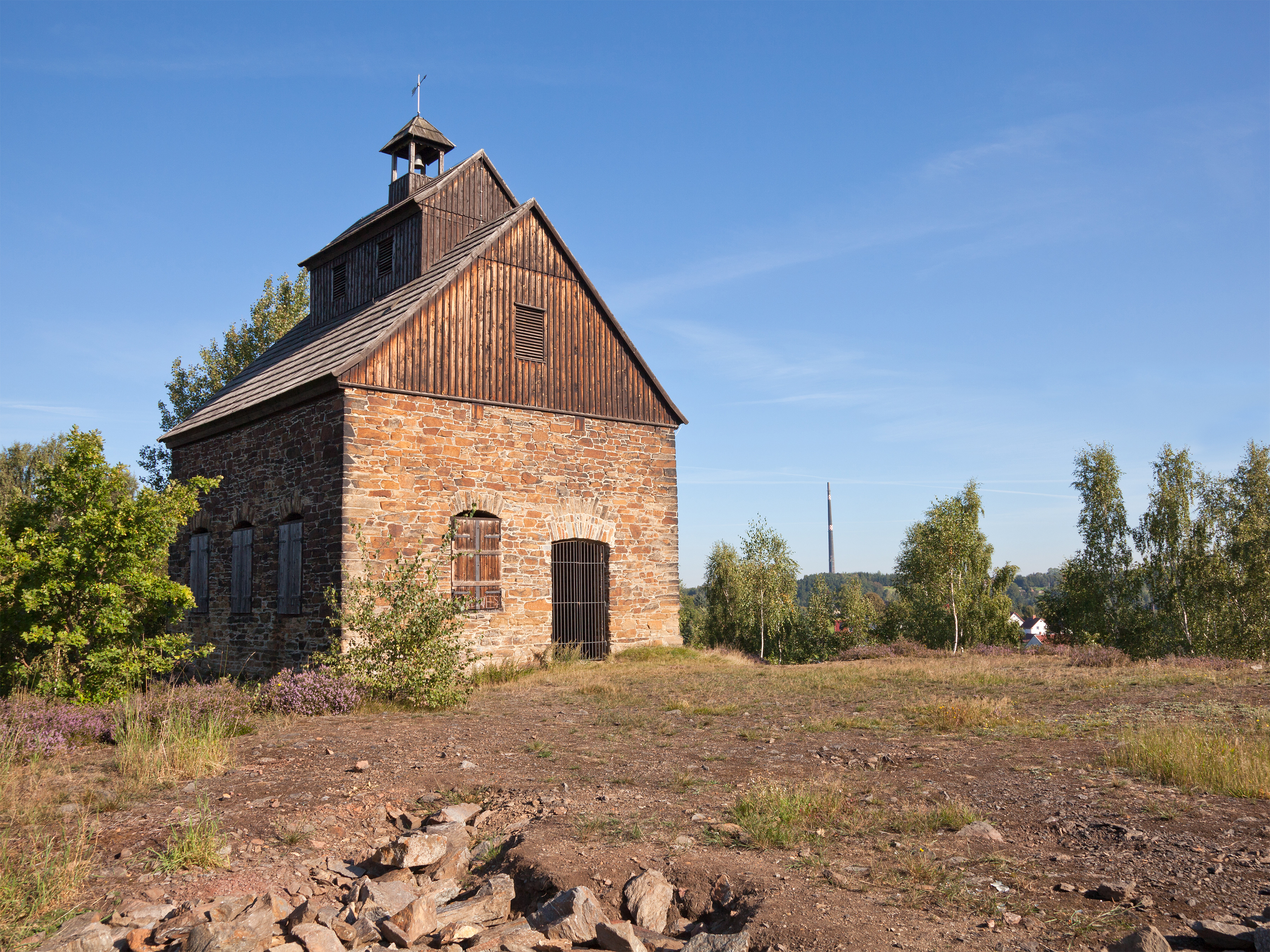
Schachthaus der Grube „Oberes Neues Geschrei“ Halsbrücke
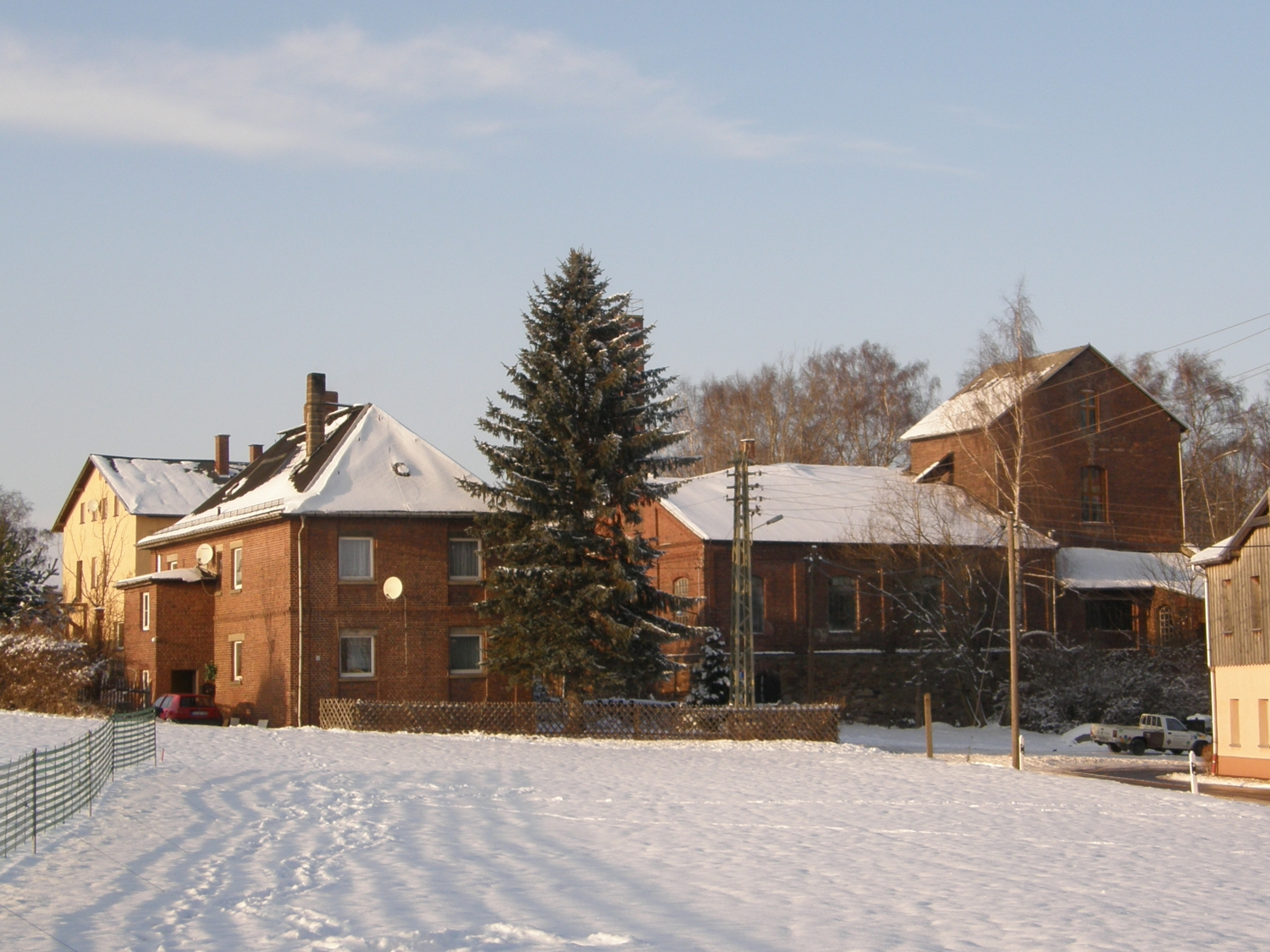
Schachtgebäude des Gottes-Segen-Schachtes im Jahr 2010